# Макаров, Юрий Иванович (кораблестроитель)
Ю́рий Ива́нович Мака́ров (7 сентября 1934, Кременчуг, Полтавская область — 2 июня 2002, Николаевская область) — один из организаторов судостроительной отрасли СССР, директор Черноморского судостроительного завода (1979—1993).
Макарову были выданы 5 авторских свидетельств Государственным комитетом СССР по делам изобретений и открытий.

## Биография
В 1958 году окончил Николаевский кораблестроительный институт, после чего начал работать на ЧСЗ.
В 1963 году стал мастером спорта СССР по парусному спорту.
В 1979 году выбран на должность генерального директора ЧСЗ по рекомендации предыдущего директора — Анатолия Борисовича Ганькевича, который уходил на пенсию.
Под руководством Ю. И. Макарова было построено более 500 гражданских, рыбопромысловых, научно-исследовательских судов, военных кораблей. Среди них — тяжелые авианесущие крейсеры «Минск» (1978), «Новороссийск» (1982), «Баку» (1987), «Адмирал флота Советского Союза Кузнецов» (1990), рыболовецкие траулеры типа «Маяковский», «Пулковский меридиан», научно-исследовательские — «Академик Книпович», «Академик Сергей Королёв», первый военный корабль независимой Украины — «Славутич».
3 декабря 1992 года был избран академиком Академии инженерных наук Украины.

## Награды
- Почётный знак отличия Президента Украины (7 сентября 1994 года) — за заслуги в развитии отечественного судостроения[2].
- Орден Октябрьской Революции.
- Орден Трудового Красного Знамени.
- Почётный гражданин Николаева (решением городского совета от 26 августа 1994 года № 418)
- Знак «Отличник народного образования УССР» (30 марта 1982 года)
- Нагрудный знак президиума центрального правления НТО имени академика А. Н. Крылова «Лучшему активисту научно-технического общества СССР» (1979 год).
- Почётная медаль Правления Советского фонда мира (22 февраля 1989 года).
- Премия советских профсоюзов «За активное участие в комплексном решении вопросов социального развития» (1989 год).
- Большая и малая золотые и три серебряные медали ВДНХ СССР за достигнутые успехи в развитии народного хозяйства СССР.
- Медаль имени Юрия Гагарина «За активное содействие в развитии экспериментальной базы Центра подготовки космонавтов имени Ю. А. Гагарина»
- Наградной диплом, подписанный начальником Центра подготовки космонавтов Г. Т. Береговым.
- Первый Золотой знак Союза промышленников и предпринимателей Украины.
- Почётная грамота Президиума Верховного Совета УССР.
- Юбилейная медаль имени академика В. Н. Челомея «За участие в космических программах».

## Память
- 22 февраля 2002 года — решением сессии горсовета сквер на Намыве назван в честь Ю. И. Макарова, как основателя этого микрорайона.[3]
- Решением управления по физической культуре, спорту и туризму облгосадминистрации учреждён переходящий кубок по парусному спорту памяти Ю. И. Макарова.
- В Николаеве его именем назван сквер.[4]
- Сухогруз «Юрий Макаров», построенный на заводе «Дамен Шипярдс Океан».
- В его честь названа школа №39